# Adirondack Red Wings
Die Adirondack Red Wings waren ein US-amerikanisches Eishockeyteam aus Glens Falls, New York, das von 1979 bis 1999 in der American Hockey League spielte. Das Franchise war in dieser Zeit Farmteam der Detroit Red Wings aus der NHL. Ihre Heimspiele trugen die Red Wings im Glens Falls Civic Center aus.

## Geschichte
1979 belebten die Detroit Red Wings ihr ehemaliges AHL-Farmteam, die Virginia Wings, wieder, nachdem diese den Spielbetrieb vier Jahre zuvor eingestellt hatten. Das Franchise wurde nun in Glens Fall im Bundesstaat New York angesiedelt, wie auch zuvor die Virginia Wings und deren Vorgängerteam, die Tidewater Wings, erhielt das Team das Logo des Kooperationspartners aus der NHL.
1981 gewannen die Adirondack Red Wings zum ersten Mal in ihrer Geschichte den Calder Cup, die Meisterschaft der AHL, nachdem man die Maine Mariners mit 4-2 Spielen im Finale besiegt hatte. 1986, 1989 und 1992 konnten die Red Wings diesen Erfolg wiederholen, was vor allem darauf beruhte, dass der Kader der Red Wings zu den stabilsten der gesamten Liga gehörte und somit Spieler für viele Jahre im Kader standen, ohne von Detroit in der NHL eingesetzt zu werden. 1999 wurde der Spielbetrieb eingestellt, den AHL-Startplatz der Red Wings erhielten die Adirondack IceHawks, ein ehemaliges UHL-Team.

## Trainer
Abkürzungen: GC = Spiele, W = Siege, L = Niederlagen, T = Unentschieden, OTL = Niederlagen nach
Overtime, Pts = Punkte, Win % = Siegquote
| Name                | Saison    | Reguläre Saison | Reguläre Saison | Reguläre Saison | Reguläre Saison | Reguläre Saison | Reguläre Saison | Reguläre Saison | Playoffs | Playoffs | Playoffs |
| Name                | Saison    | GC              | W               | L               | T               | OTL/SOL         | Pts             | Win %           | GC       | W        | L        |
| Bill Purcell*       | 1979/80   | —               | —               | —               | —               | —               | —               | —               | —        | —        | —        |
| Tom Webster**       | 1979/80   | —               | —               | —               | —               | —               | —               | —               | —        | —        | —        |
| Jean-Paul LeBlanc** | 1979/80   | —               | —               | —               | —               | —               | —               | —               | —        | —        | —        |
| Wayne Maxner*       | 1980/81   | 20              | 9               | 10              | 1               | 0               | 19              | .475            | —        | —        | —        |
| Jean-Paul LeBlanc** | 1980/81   | —               | —               | —               | —               | —               | —               | —               | —        | —        | —        |
| Tom Webster**       | 1980/81   | —               | —               | —               | —               | —               | —               | —               | —        | —        | —        |
| Doug McKay          | 1981/82   | 80              | 34              | 37              | 9               | 0               | 77              | .425            | 5        | 2        | 3        |
| Bill Mahoney        | 1982/83   | 80              | 36              | 39              | 5               | 0               | 77              | .450            | 6        | 2        | 4        |
| Bill Dineen         | 1983–1989 | 480             | 246             | 178             | 47              | 9               | 548             | .512            | 63       | 36       | 27       |
| Barry Melrose       | 1989–1992 | 240             | 115             | 100             | 25              | 0               | 255             | .479            | 27       | 17       | 10       |
| Newell Brown        | 1992–1996 | 320             | 151             | 132             | 2               | 0               | 339             | .471            | 30       | 13       | 17       |
| Glenn Merkosky      | 1996–1999 | 240             | 90              | 113             | 29              | 8               | 217             | .375            | 10       | 1        | 9        |

* Wechsel während der laufenden Saison;
** Interimstrainer

## General Manager
- Ned Harkness 1979–1982
- Jim Devallano 1982–1985
- Neil Smith 1985–1989
- Bill Dineen 1989–1990
- Barry Melrose 1990–1992
- Ken Holland 1992–1997
- Don Ostrom 1997–1999

## Spielzeiten

### Reguläre Saison
| Saison  | SP | S  | N  | U  | ON | P   | GF  | GA  | Platzierung              |
| ------- | -- | -- | -- | -- | -- | --- | --- | --- | ------------------------ |
| 1979/80 | 80 | 32 | 37 | 11 | -  | 75  | 297 | 309 | 4. North Division        |
| 1980/81 | 80 | 35 | 40 | 5  | -  | 75  | 305 | 328 | 2. South Division        |
| 1981/82 | 80 | 34 | 37 | 9  | -  | 77  | 299 | 285 | 5. South Division        |
| 1982/83 | 80 | 36 | 39 | 5  | -  | 77  | 329 | 343 | 4. North Division        |
| 1983/84 | 80 | 37 | 29 | 14 | -  | 88  | 344 | 330 | 2. North Division        |
| 1984/85 | 80 | 35 | 37 | 8  | -  | 78  | 290 | 336 | 5. North Division        |
| 1985/86 | 80 | 41 | 31 | 8  | -  | 90  | 339 | 298 | 1. North Division        |
| 1986/87 | 80 | 44 | 31 | -  | 5  | 93  | 329 | 296 | 2. North Division        |
| 1987/88 | 80 | 42 | 23 | 11 | 4  | 99  | 306 | 275 | 3. South Division        |
| 1988/89 | 80 | 47 | 27 | 6  | -  | 100 | 369 | 294 | 1. South Division        |
| 1989/90 | 80 | 42 | 27 | 11 | -  | 95  | 330 | 304 | 2. South Division        |
| 1990/91 | 80 | 33 | 37 | 10 | -  | 76  | 320 | 346 | 5. South Division        |
| 1991/92 | 80 | 40 | 36 | 4  | -  | 84  | 335 | 309 | 2. North Division        |
| 1992/93 | 80 | 36 | 35 | 9  | -  | 81  | 331 | 308 | 2. North Division        |
| 1993/94 | 80 | 45 | 27 | 8  | -  | 98  | 333 | 273 | 1. North Division        |
| 1994/95 | 80 | 32 | 38 | 10 | -  | 74  | 271 | 294 | 4. North Division        |
| 1995/96 | 80 | 38 | 32 | 8  | 2  | 86  | 271 | 247 | 2. Central Division      |
| 1996/97 | 80 | 38 | 28 | 12 | 2  | 90  | 258 | 249 | 4. Empire State Division |
| 1997/98 | 80 | 31 | 37 | 9  | 3  | 74  | 245 | 275 | 4. Empire State Division |
| 1998/99 | 80 | 21 | 48 | 8  | 3  | 53  | 184 | 280 | 4. Empire State Division |

### Playoffs
| Saison  | 1. Runde              | 2. Runde           | 3. Runde           | Finale             |
| ------- | --------------------- | ------------------ | ------------------ | ------------------ |
| 1979/80 | N 1-4, New Brunswick  | -                  | -                  | -                  |
| 1980/81 | S 4-2, Binghamton     | S 4-2, Hershey     | -                  | S 4-2, Maine       |
| 1981/82 | L, 2-3, New Brunswick | -                  | -                  | -                  |
| 1982/83 | N 2-4, Fredericton    | -                  | -                  | -                  |
| 1983/84 | N 3-4, Maine          | -                  | -                  | -                  |
| 1984/85 | nicht qualifiziert    | nicht qualifiziert | nicht qualifiziert | nicht qualifiziert |
| 1985/86 | S 4-2, Fredericton    | S 4-1, Moncton     | -                  | S 4-2,Hershey      |
| 1986/87 | S 4-2, Moncton        | N 1-4, Sherbrooke  | -                  | -                  |
| 1987/88 | S 4-3, Rochester      | N 0-4, Hershey     | -                  | -                  |
| 1988/89 | S 4-1, Newmarket      | S 4-3, Hershey     | -                  | S 4-1, New Haven   |
| 1989/90 | N 2-4, Baltimore      | -                  | -                  | -                  |
| 1990/91 | N 4-14, Hershey 1     | -                  | -                  | -                  |
| 1991/92 | S 4-1, New Haven      | S 4-0, Springfield | S 2-1, Rochester   | S 4-3, St. John’s  |
| 1992/93 | S 4-0, Troy           | N 3-4, Springfield | -                  | -                  |
| 1993/94 | S 4-2, Springfield    | N 2-4, Portland    | -                  | -                  |
| 1994/95 | N 0-4, Albany         | -                  | -                  | -                  |
| 1995/96 | N 0-3, Rochester      | -                  | -                  | -                  |
| 1996/97 | N 1-3, Albany         | -                  | -                  | -                  |
| 1997/98 | N 0-3, Albany         | -                  | -                  | -                  |
| 1998/99 | N 0-3, Rochester      | -                  | -                  | -                  |

1) Zwei Spiele, Treffer wurden addiert

## Bekannte ehemalige Spieler
| - Allan Bester - Bob Boughner - Shawn Burr - Tim Cheveldae - Steve Chiasson - Jim Cummins - Mathieu Dandenault - Dallas Drake - Kris Draper - Brent Fedyk - Jody Gage - Gerard Gallant - Adam Graves - Glen Hanlon - Dave Hanson - Shane Hnidy - Ken Holland | - Tomas Holmström - Doug Houda - Greg Johnson - Sheldon Kennedy - Petr Klíma - Mike Knuble - Joe Kocur - Wjatscheslaw Koslow - Pavel Kubina - Daymond Langkow - Martin Lapointe - Pete Mahovlich - Norm Maracle - Darren McCarty - Randy McKay - Barry Melrose - Glenn Merkosky | - Joe Murphy - Ted Nolan - Adam Oates - John Ogrodnick - Chris Osgood - Keith Primeau - Bob Probert - Yves Racine - Jim Rutherford - Mike Sillinger - Greg Stefan - Mike Sullivan - Tim Taylor - Wes Walz - Aaron Ward - Jason York |

## Teamrekorde
|                     | Name           | Anzahl                        |
| Meiste Spiele       | Glenn Merkosky | 430 (in 6 Spielzeiten)        |
| Meiste Tore         | Glenn Merkosky | 204                           |
| Meiste Vorlagen     | Glenn Merkosky | 212                           |
| Meiste Punkte       | Glenn Merkosky | 416 (204 Tore + 212 Vorlagen) |
| Meiste Strafminuten | Gord Kruppke   | 1028                          |